# حسن بیگ زردابی
حسن بیگ زردابی(ترکی آذربایجانی: Həsən bəy Zərdabi)،حسن بیگ سلیم بیگ اوغلو ملک‌اف (ترکی آذربایجانی: Həsən bəy Səlim bəy oğlu Məlikov زادهٔ ۲۸ ژوئن ۱۸۳۷ یا ۱۸۴۲ — ۱۵ نوامبر ۱۹۰۷) بود. او یک روشنفکر و روزنامه‌نگار آذربایجانی و بانی نخستین روزنامهٔ آذربایجانی‌زبان اکینچی (دهقان) در سال ۱۸۷۵ بود.

## اوایل زندگی

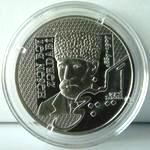
سکه نقره تقدیم به صد و سی و پنجمین سالگرد انتشارات ملی آذربایجان

زردابی در زرداب که آن زمان یک روستای کوچک در کنار رودخانه کُر غرب باکو بود متولد شد. او تحصیلات اولیه اش را در مدرسه روسی شاماخی و بعد از دریافت یک بورس تحصیلی در تفلیس به اتمام رسانید و سپس به بخش ریاضی و فیزیک در دانشگاه مسکو پیوست. پس از فارغ‌التحصیلی اوبه مدیریت مسّاحی زمین در تفلیس و بعد به قوه قضائیه در قوبا منصوب شد. او از این سمت خود استعفا داد تا به عنوان یک معلم علوم در یک مدرسه متوسطه در باکو کار کند،جایی که او یک مؤسسه خیرخواهانه تأسیس کرد تا به تحصیلات مدرن بچه‌های مسلمانان کمک بکند.

## فعالیتها
زردابی در طول زندگی اش مبارزی برای روشنگری مسلمانان در قفقاز بود. زردابی طرفدار سکولاریسم و سواد آموزی در میان جمعیت مسلمان در قفقاز جنوبی بود.
در ابتدا او از حکومت، حمایت می‌کرد، اما بعداً در ارزیابی خوددر مورد مزایای حکومت امپراتوری روسیه تجدید نظر کرد. روشنفکران جوان آذربایجانی در آن دوره روسیه را به عنوان کانالی برای نزدیکی به ترقیات اروپا می‌دیدند و از شیوه‌های تعلیمات مکتبهای اسلامی انتقاد می‌کردند. آن‌ها به زبان ترکی آذربایجانی به عنوان وسیله‌ای برای ابراز هویت فرهنگی می‌نگریستند. آن‌ها در حین مبارزه خود برای تغییر و تحول، همان‌طور که آدری آلشتات (َAudrey Altstadt) توضیح می‌دهد، روشنفکران آذربایجان متوجه شدند که نیازی به ترک میراث فرهنگی خود برای بهره بردن از پیشرفتهای اروپا نیست. زردابی به چنین نتیجه‌گیری در نتیجه سال‌های طولانی تبعید در روستای کوچک زرداب به این نتیجه رسید.

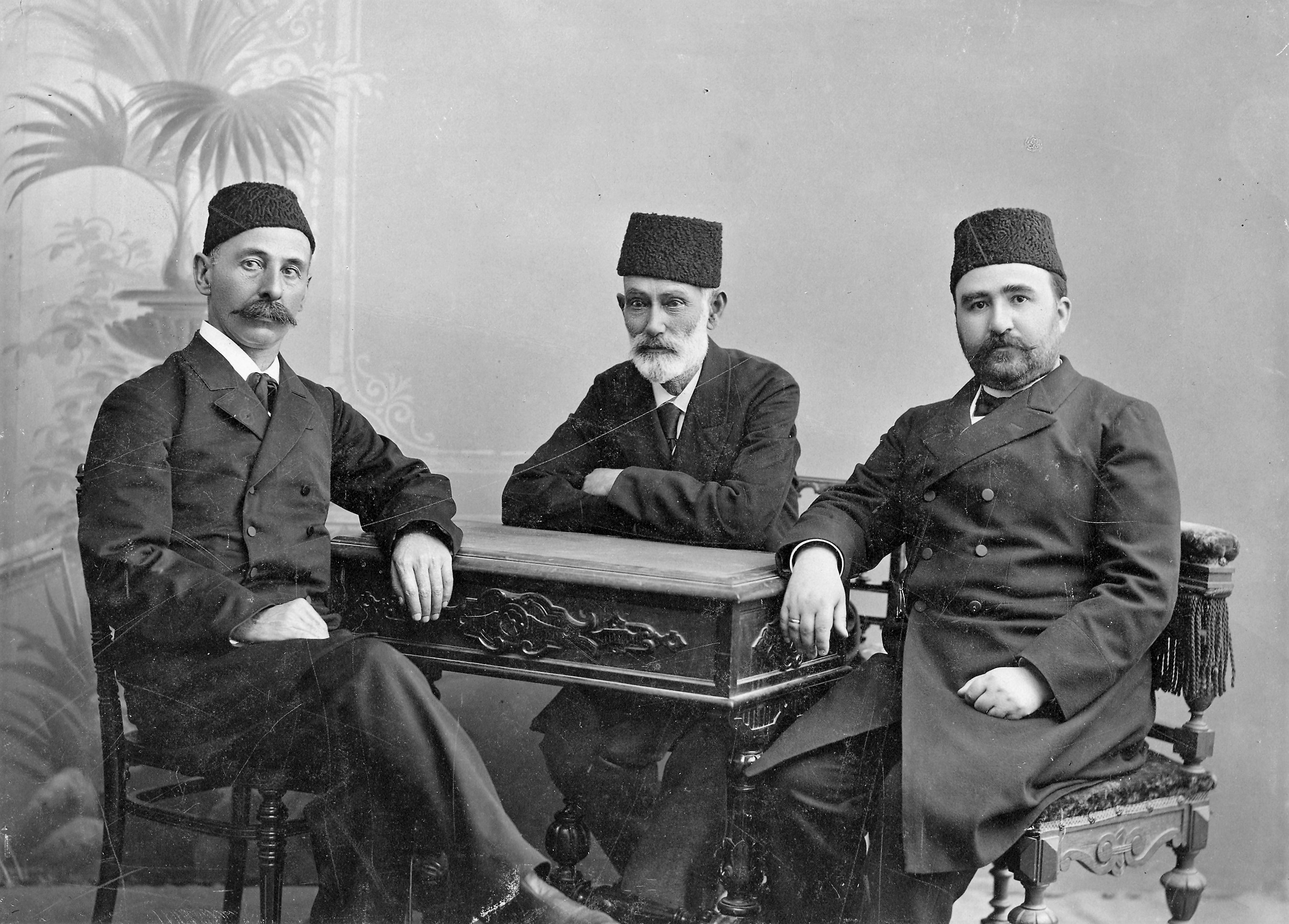
حسن بیگ زردابی همراه با روشنفکر تاتار اسماعیل گاسپرالی و سیاستمدار علیمردان توپچوباشوف

در سال ۱۸۷۳ زردابی با یکی دیگراز روشنفکران فعال، نجف بیگ وزیراف اولین تولید هنری تئاتر در آذربایجان را با نمایش ماجرای یک خسیس بر اساس نمایشنامه میرزا فتحعلی آخوندزاده به روی صحنه آورد.
در سال ۱۸۷۵ زردابی روزنامه اکینچی را تأسیس کرد. این اولین روزنامه مستقل به زبان ترکی آذربایجانی در امپراتوری روسیه بود. مطابق با ایده‌های نارودنیک (پوپولیستی) زردابی این روزنامه با نام اکینچی در واقع خطاب خود را در درجه اول به طبقه کشاورزاختصاص داده بود. این موازات باایده‌هایی بود که غالب در دانشگاه‌های روسیه در آن دوران رواج داشت. زبان ترجیحی مابین با سوادان در آن زمان فارسی بود و عکس‌العمل آن‌ها نسبت به انتشار به زبان عوام (زبان ترکی آذربایجانی) بسیار خصمانه بود. دایره همکادران زردابی عمدتاً مانند زردابی اهل سنت بودند. نظرات آن‌ها در مورد عقب ماندگی ایران و سیاست‌های غیرانسانی کشور باعث خشم گسترده‌شد و این روزنامه چندین بار توسط مقامات روسی تعطیل شد و با عنوان «مضر و سیاسی غیر قابل اعتماد» قلم داد شد. در شمال آذربایجان در پاییز سال ۱۸۷۷ پلیس‌ها مشغول به دستگیری تعداد زیادی از تحصیل‌کردگان «تاتار» (حکومت روس به آذربایجانی‌ها عنوان «تاتارها» را داده بودند) بودند. دلیل دستگیری‌ها عمدتاً برای فعالیت‌هایی مانند تشکیل محافل و توزیع تبلیغات ضد دولت بود. پس از بسته شدن اکینچی در سال ۱۸۷۷ زردابی به روستای اجدادی خود تبعید شد.
در سال ۱۹۰۵ اوفعالیت‌های فرهنگی خود را به عنوان یک خبرنگار، برای یک روزنامه مترقی به نام حیات از سر گرفت. او در مقالات خود مردم را به وحدت فرهنگی مسلمانان در روسیه و استقرار یک زبان واحد ترکی دعوت می‌کرد، تا بدین وسیله ترقی و تکامل اجتماعی از طریق کمک به رشد اجتماعی مسلمانان روسیه تظمین شود. به نظراو برای اینکه پیشرفت و توسعه اجتماعی جامعه مسلمان تظمین شود می‌بایست مردم را از سنت نوشتن به فارسی و عربی که اهرم قدرتی برای ملایان و مرتجعین و محافظه کاران بود دور کرد.
زردابی در سال ۱۹۰۷ در شهر خود درگذشت.
اکنون از حسین بیگ زردابی به عنوان یکی از بنیانگذاران روزنامه‌نگاری و تئاتر مدرن آذربایجان یاد می‌کنند. دانشگاه دولتی گنجه به اسم حسن بیگ نام‌گذاری شده‌است.

## یادداشت
1. ↑  (روسی) Everything Began with Akinchi بایگانی‌شده  در ۲۸ سپتامبر ۲۰۰۷ توسط Wayback Machine by Nigar Jafarova. Nash vek. 5 August 2005. Retrieved 19 May 2007
2. ↑  «Äkinjý and Azerbaijani Self-Definition». بایگانی‌شده از اصلی در ۲۷ اکتبر ۲۰۰۹. دریافت‌شده در ۷ اکتبر ۲۰۱۷. by Evan Siegel. Originally published in Michael Ursinus, Christoph Herzog, & Raoul Motika (ed.), Heidelberger Studien zur Geschichte und Kultur des modernen Vorderen Orients, vol. 27 (Frankfurt am Main, etc. : Peter Lang, 2001)
3. ↑  Audrey Altstadt. The Azerbaijani Bourgeoisie and the Cultural-Enlightenment Movement in Baku: First Steps toward Nationalism, in Ronald Grigor Suny, ed. , Transcaucasia, Nationalism and Social Change (Ann Arbor: University of Michigan Press, 1983, 1996), pp. 199-209
4. ↑  Austin Jersild. Rethinking Russia From Zardob: Hasan Melikov Zardabi And The "Native" Intelligentsia. Nationalities Papers, Volume 27, Issue 3 September 1999 , pages 504
5. ↑  Tadeusz Swietochowski. Russia and Azerbaijan: A Borderland in Transition. p 29. شابک ‎۰−۲۳۱−۰۷۰۶۸−۳
6. ↑  Tadeusz Swietochowski, Russian Azerbaijan, Cambridge University Press,1985 , page 28
7. ↑  M. Kasumov, Gasanbek Zardabi - pitomets Moskovskogo universiteta, Uchenye zapiski AGU im. S.M. Kirova, No. 8, 1955, p. 58.
8. ↑  "Gəncə Dövlət Universiteti. Bizim haqqımızda" [Ganja State University. About us]. Archived from the original on 7 October 2017. Retrieved 2010-12-07.